# Jizhou-Brennofen
Der Jizhou-Brennofen (chinesisch 吉州窯 / 吉州窑, Pinyin Jízhōu yáo, englisch Jizhou kiln) war ein Keramikbrennofen von der späten Tang-Zeit bis in die späte Yuan-Dynastie. Seine Blütezeit fällt in die Zeit der Südlichen Song-Dynastie. Er ist berühmt für sein schwarzes Porzellan mit Schildkrötenschalen-Glasur (玳瑁釉,  dàimàoyòu, englisch Turtle shell glaze), seine Blatt- und Scherenschnittdekorationen.
Er liegt in der Großgemeinde Yonghe des Kreises Ji’an, der zum Verwaltungsgebiet der gleichnamigen bezirksfreien Stadt Ji’an in der chinesischen Provinz Jiangxi gehört. Ji’an hieß früher Jizhou. Nach dem Ort Yonghe wurde er auch Yonghe-Brennofen (永和窯 / 永和窑,  Yǒnghé yáo) genannt.
Einige seiner Erzeugnisse sind in der Keramiksammlung des Provinzmuseums Jiangxi und im Ji’an-Museum ausgestellt.
Die Historische Stätte des Jizhou-Brennofen (吉州窯遺址 / 吉州窑遗址,  Jízhōu yáo Yízhǐ) steht seit 2001 auf der Liste der Denkmäler der Volksrepublik China (5-57).

## Berühmte Einzelstücke
- Jizhouyao Baiyou Hecai Ciguan 吉州窯白釉褐彩瓷罐 / 吉州窑白釉褐彩瓷罐 (Song-Dynastie)[4]
- Heiyou Jianzhitie Huawenwan 黑釉剪紙貼花紋碗 / 黑釉剪纸贴花纹碗 (Song-Dynastie)[4]

## Nachschlagewerke
- Cihai („Meer der Wörter“), Shanghai cishu chubanshe, Shanghai 2002, ISBN 7-5326-0839-5
- Zhongguo da baike quanshu: Kaoguxue (Archäologie). Beijing: Zhongguo da baike quanshu chubanshe, 1986 (Online-Text)